# Saranthe glumacea
Saranthe glumacea là một loài thực vật có hoa trong họ Marantaceae. Loài này được (K.Koch) K.Schum. miêu tả khoa học đầu tiên năm 1902.